# Анден, Мини
Мини Анден (швед. Susanna «Mini» Andén; род. 7 июня 1978, Стокгольм) — шведская фотомодель и актриса.

## Биография
Сюзанна Анден родилась 7 июня 1978 года в Стокгольме, Швеция. Прозвище Мини Сюзанна получила ещё в детстве. С 5 до 18 лет профессионально занималась катанием на коньках. С 15 лет работает в модельном агентстве Elite. Появлялась на обложке многих журналов, включая Vogue, Marie Claire, Cosmopolitan, ELLE, Maxim. Снималась в рекламных кампаниях Calvin Klein, Donna Karan, BCBG, Louis Vuitton, Hugo Boss и Gucci. Также несколько раз входила в каталог Victoria's Secret. В настоящее время является лицом духов Джорджио Армани «Armani Code для женщин EDP». В 2001 году была судьей на конкурсе красоты Мисс Вселенная. Снималась в рекламе Clairol’s Natural Instincts Haircolor (2004), Schwarzkopf Soyance (2010).

## Личная жизнь
В августе 2001 года вышла замуж за модель Табера Шрёдера. В настоящее время они вместе живут в Лос-Анджелесе. В мае 2013 года у пары родился сын Феликс.

## Фильмография
| Год       |   | Русское название                  | Оригинальное название                      | Роль                |
| --------- | - | --------------------------------- | ------------------------------------------ | ------------------- |
| 2004      | ф | Точка и выстрел                   | Point&Shoot                                | Мини                |
| 2004      | ф | Двенадцать друзей Оушена          | Ocean's Twelve                             | супермодель         |
| 2005      | ф | Следующий!                        | Au suivant                                 | La femme de Riley   |
| 2005      | ф | Мой лучший любовник               | Prime                                      | Сью                 |
| 2005      | с | Морская полиция: Спецотдел        | NCIS: Naval Criminal Investigative Service | Ханна Бресслинг     |
| 2006      | с | Детектив Монк                     | Monk                                       | Натасия Зорелли     |
| 2006      | с | Дурнушка                          | Ugly Betty                                 | Аэрин               |
| 2006      | с | Дом моды                          | Fashion House                              | Таня Форд           |
| 2007      | с | Желтая пресса                     | Dirt                                       | подруга Холта       |
| 2007      | с | Акула                             | Shark                                      | Кэти Пэйджет        |
| 2007      | с | Красавцы                          | Entourage                                  | Саманта             |
| 2007—2011 | с | Чак                               | Chuck                                      | Карина Миллер       |
| 2008      | с | Правила совместной жизни          | Rules of Engagement                        | Мелисса             |
| 2008      | ф | Солдаты неудачи                   | Tropic Thunder                             | секретарь           |
| 2008      | ф | Девушка моего лучшего друга       | My Best Friend's Girl                      | Лиззи               |
| 2008—2009 | с | Моя команда                       | My Boys                                    | Эльза               |
| 2009      | с | Рыцарь дорог                      | Knight Rider                               | Александрия Пачинко |
| 2009      | ф | Миссия Дарвина                    | G-Force                                    | ассистентка Криста  |
| 2009—2010 | с | C.S.I.: Место преступления Майами | CSI: Miami                                 | Анна Китсон         |
| 2010      | с | Части тела                        | Nip/Tuck                                   | Уиллоу Бэнкс        |
| 2011      | ф | Механик                           | The Mechanic                               | Сара                |
| 2011      | с | Кости                             | Bones                                      | Бриттани Стефенсон  |
| 2012      | с | Солнечная сторона                 | Solsidan                                   | Киа                 |